# Pastor Servando Obligado
Pastor Servando Obligado né le 26 octobre 1841 à Buenos Aires, mort le 2 juillet 1924 à Buenos Aires, est un écrivain, avocat et militaire argentin. Il est le fils de Pastor Obligado, premier gouverneur constitutionnel de la province de Buenos Aires .

## Biographie
Pastor Servando Obligado est né dans une famille de propriétaires fonciers de Buenos Aires, qui lui permet d'étudier le droit et de se consacrer à l'écriture. Entre 1888 et 1920, il publie ses mémoires dans une série de livres intitulés Tradiciones de Buenos Aires, Tradiciones y memorias et Argentine Traditions. Ces œuvres rassemblent un grand nombre d’anecdotes et de récits qui captent les coutumes de la vie quotidienne de l’époque.
Il a également écrit dans diverses publications, La Revista de Buenos Aires, Correo de Ultramar, Atlántida, Caras y Caretas, La Nación, La República, El Nacional, La Tribuna et La Razón. En plus de sa carrière d'écrivain, il effectue également un passage dans l' armée, participant en septembre 1861, à la bataille de Pavón et en tant que capitaine, à la Guerre de la Triple-Alliance.
Il est membre d'organisations telles que le Club del Progreso , la Ligue patriotique argentine, et d'institutions telles que le Cercle littéraire, l' Académie royale espagnole et l'American History and Numismatics Board.
En 1937, sa collection documentaire est offerte à la Bibliothèque nationale, ainsi qu'un grand nombre de livres et brochures aux collections de livres et Bibliothèque nationale de la République argentine.